# Zieglergasse
Zieglergasse – jedna ze stacji metra w Wiedniu na Linia U3. Została otwarta 4 września 1993. 
Znajduje się na granicy 6. Mariahilf i 7. Neubau dzielnicy Wiednia, pod Mariahilfer Straße.